# 鈴鹿スカイライン
鈴鹿スカイライン（すずかスカイライン）は、三重県三重郡菰野町と滋賀県甲賀市を結ぶ道路。国道477号の一部。かつては三重県道路公社と滋賀県道路公社が管理する有料道路（鈴鹿公園有料道路）であったが、現在は無料で通行できる。

## 概要

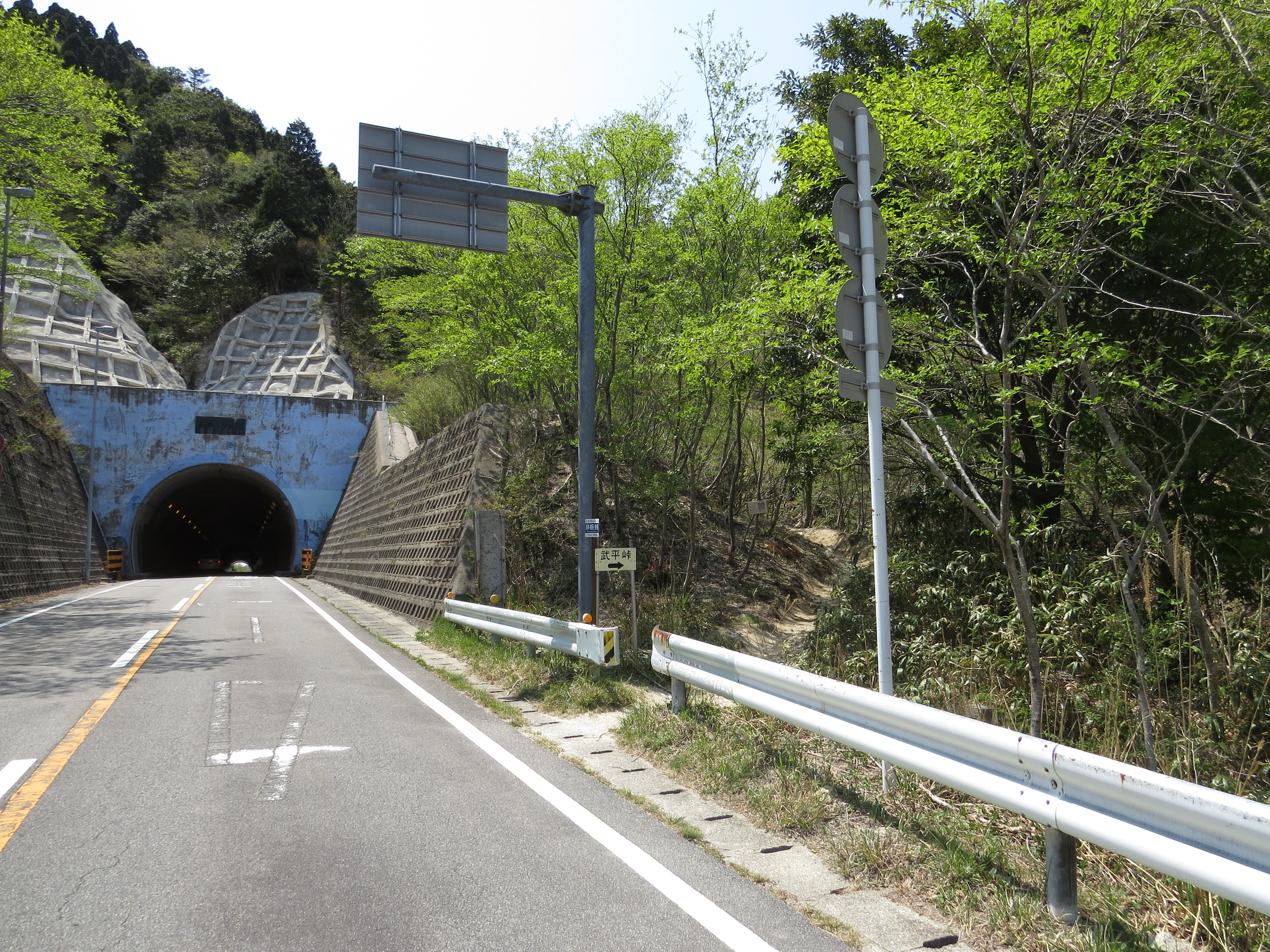
三重県側から見た武平トンネル

三重県の湯の山温泉郷付近と滋賀県の甲賀市を、鈴鹿山脈を越えて鈴鹿国定公園を横断する山岳道路であり、国道477号の一部区間を指す名称である。区間距離は約19キロメートル (km)。御在所岳と鎌ヶ岳の鞍部にある武平峠の直下、標高約800 メートルの最高地点を武平トンネルで抜ける。なお、鈴鹿市内は通っていない。
片側1車線が確保されているが、カーブが多く、ほとんどのカーブに減速帯がある。また滋賀県側は高い山に囲まれているため展望が無い。三重県側のほうが高低差が激しく急坂である。
道路上は駐停車禁止であり、途中には駐車場がいくつか設けられている。御在所岳などへの登山口にもなっており、登山客が道路を歩いていることもあるので注意が必要である。

## 歴史
鈴鹿スカイラインのルートは古来、日野商人が「湯の山越」として利用していた頃に用いられ、並行する国道1号や国道25号が整備されてからは利用されなくなったが、国道1号が飽和状態になってから四日市や日野、土山の地元住民からこのルートでの道路建設の声が高まりを受けて鈴鹿スカイラインが建設された。総工費は26億円。

### 年表
- 1965年（昭和40年）10月：着工[4]。
- 1972年（昭和47年）11月12日：開通[5]。
- 1993年（平成5年）4月：国道477号に指定。
- 1997年（平成9年）11月12日：無料開放[5]。

## 通行規制
冬期は12月中旬から4月上旬にかけて、積雪と凍結により閉鎖される。また、大雨などによる災害により、たびたび通行止めになっている。

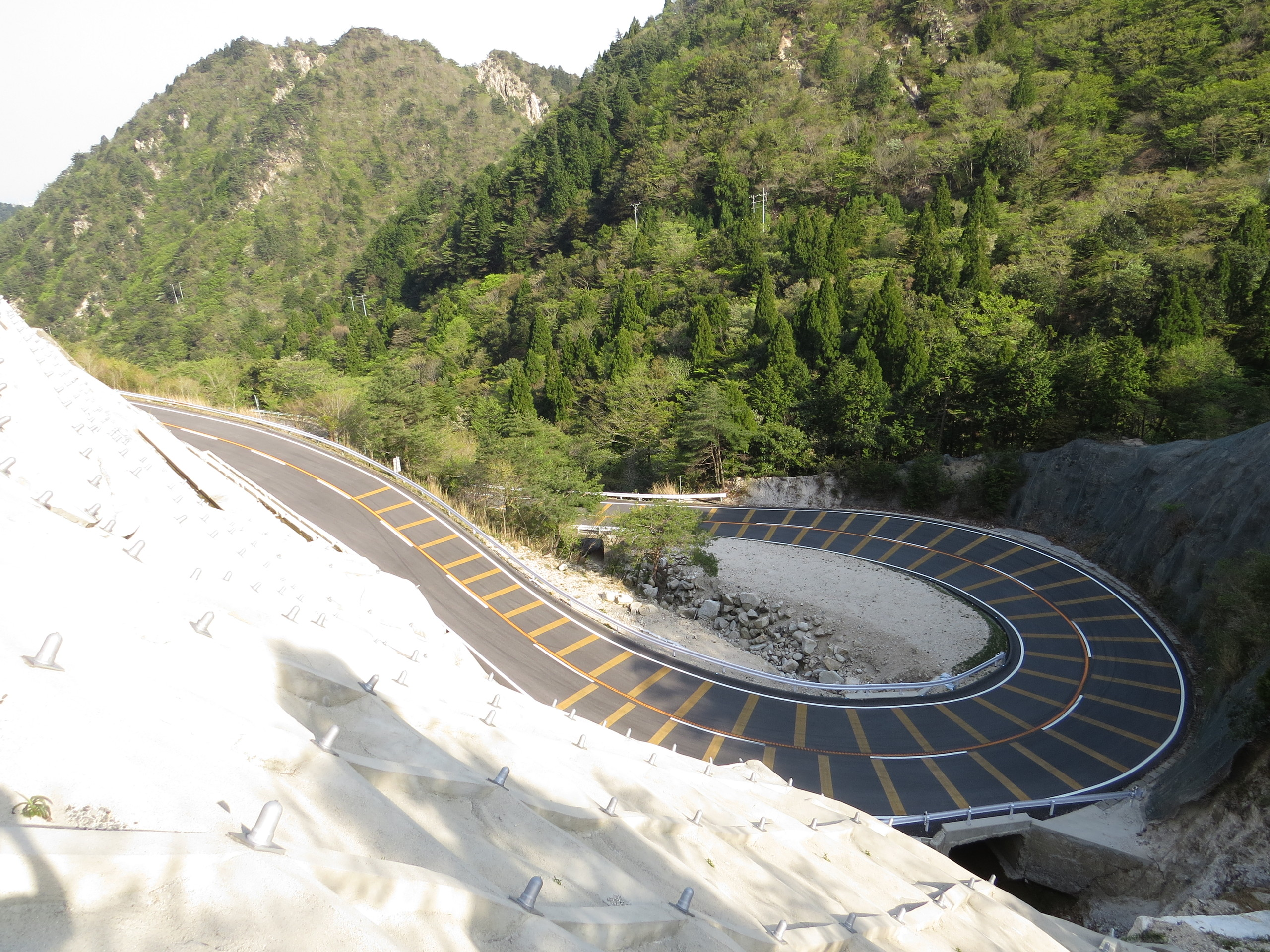
崩壊道路法面が修復された三重県側のヘアピンカーブ部（2013年5月9日）

2008年（平成20年）9月2日から3日にかけての大雨で道路法面が崩壊し、三重県菰野町（大字菰野と大字千草との境界付近にある鳥居道山キャンプ場上のゲート）から県境を越えて滋賀県甲賀市土山町大河原地先（野洲川ダム付近の第一ゲート）までの区間が通行止めになった。2011年（平成23年）11月1日に通行止めがすべて解除され、3年ぶりにこの道路で三重県と滋賀県を行き来できるようになった。しかし、1か月半後の12月15日から冬期閉鎖となった（2012年4月16日解除）。
有料道路時代は、夜間通行止めであったが、冬期も通行可能であった。

## 地理
東名阪自動車道の四日市インターチェンジ (IC) から国道477号を道なりに西へ約10 kmの地点にある湯の山温泉郷を越えたところから、そのまま鈴鹿スカイラインとなる。湯の山温泉から約5 kmで400 mの標高差を登っていく。直線区間は長めながらヘアピンカーブが連続する。三重県側は高低差がある急勾配のヘアピンカーブで、武平トンネル手前のところから伊勢平野や伊勢湾を望むことができる。滋賀県側も森林地帯のなかを走る九十九折れのカーブがある道で、武平トンネル手前では正面に雨乞岳を望むことができる。

### 沿線
- 湯の山温泉
- 白倉谷林道
- 野洲川ダム